# Jeffrey Willems
Jeffrey Willems (Bussum, 12 februari 1969 – Baarn, 18 maart 2022) was een Nederlandse radiopresentator. 
Willems begon als tiener bij enkele piratenzenders. Vanaf begin jaren 90 werkte hij voor onder meer Sky Radio, Radio 538 en NPO Radio 2 waar hij Zondagvitaminen en Het Steenen Tijdperk presenteerde. In 1999 en 2000 was hij een van de presentatoren van de Top 2000. Na zijn loopbaan als radiopresentator werkte Willems als voice-over, programmamaker en regisseur en als coach gespecialiseerd in anti-rookcursussen en het tegengaan van burn-outs.
Willems overleed in 2022 na een hartstilstand.